# Lorenzo Ramaciotti
 (Modena, 6 gennaio 1948) è un designer italiano attivo nell'automotive design.

## Biografia

### Gli inizi in Pininfarina

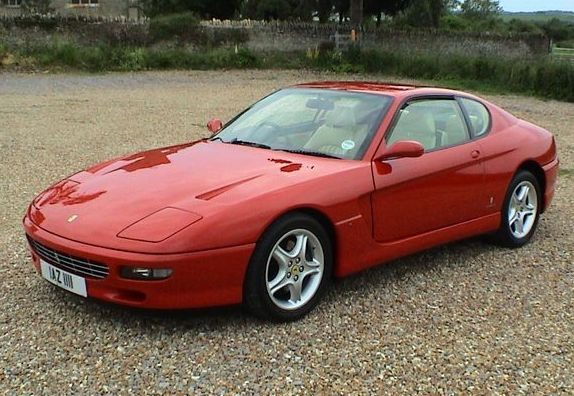
La Ferrari 456 del 1992, una delle più note creazioni di Ramaciotti, firmata con Pietro Camardella.

Dopo essersi laureato in ingegneria meccanica al Politecnico di Torino, nel 1973 entra in Pininfarina, dove in breve tempo gli viene affidata la responsabilità della realizzazione di modelli e prototipi automobilistici. Nel 1982 diventa vicedirettore della Pininfarina Studi e Ricerche di Cambiano, e successivamente nel 1988 viene nominato direttore generale e responsabile del design dell'azienda, carica che ricopre per diciassette anni.
In questo periodo, sotto la sua supervisione nascono alcune delle Ferrari più famose degli anni novanta e duemila, come la 456 (1992, con Pietro Camardella), la 550 Maranello (1996), la 360 Modena (1999), la Enzo (2002), la F430 e la 612 Scaglietti (entrambe del 2004); cura inoltre altri progetti elitari e/o sportiveggianti, come la Maserati Quattroporte V (2003) e la Peugeot 406 Coupé (2005), contribuisce a sviluppare una ventina di concept car, tra cui la Ferrari Mythos (1989) e la Maserati Birdcage 75th (2005), e segue diversi progetti più commerciali, come la Daewoo Tacuma e la Hyundai Matrix.
Nel frattempo, nel 1994 entra nel consiglio di amministrazione di Pininfarina, assumendo poi nel 2002 anche la carica di amministratore delegato della divisione ricerca e sviluppo dell'azienda.

### Approdo al Gruppo Fiat

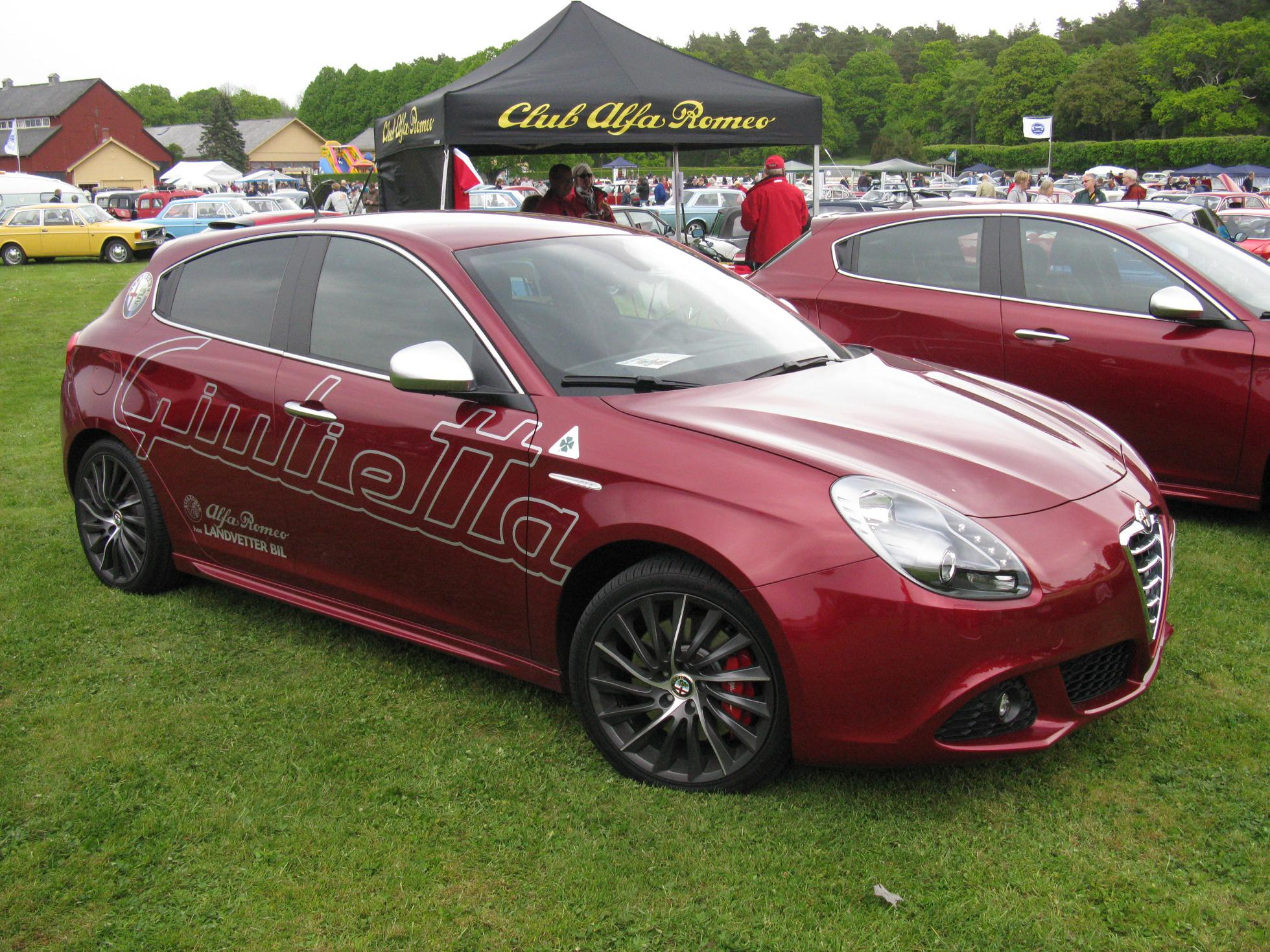
Alfa Giulietta, una delle creazioni di maggior successo

Dopo trentadue anni in Pininfarina, nel 2005 si dimette con l'intenzione iniziale di ritirarsi a vita privata.
Tuttavia nel 2007 accetta la proposta dell'amministratore delegato di Fiat Group, Sergio Marchionne, assumendo dal 1º giugno dello stesso anno il ruolo di responsabile generale del Centro Stile Fiat, quale supervisore di tutto lo stile dei marchi di Fiat Group Automobiles (FIAT, Alfa Romeo, Lancia, Fiat Professional, Abarth) nonché di Maserati; dopo l'acquisizione di Chrysler Group il designer italiano estende la sua azione anche ai marchi statunitensi Jeep, Dodge, Chrysler e SRT. Il suo ruolo diviene quello di supervisionare, a livello globale, l'immagine dei dieci marchi del gruppo, lasciando ai responsabili dei singoli marchi la competenza nella ricerca dello stile; è tuttavia direttamente responsabile dello stile Alfa Romeo.

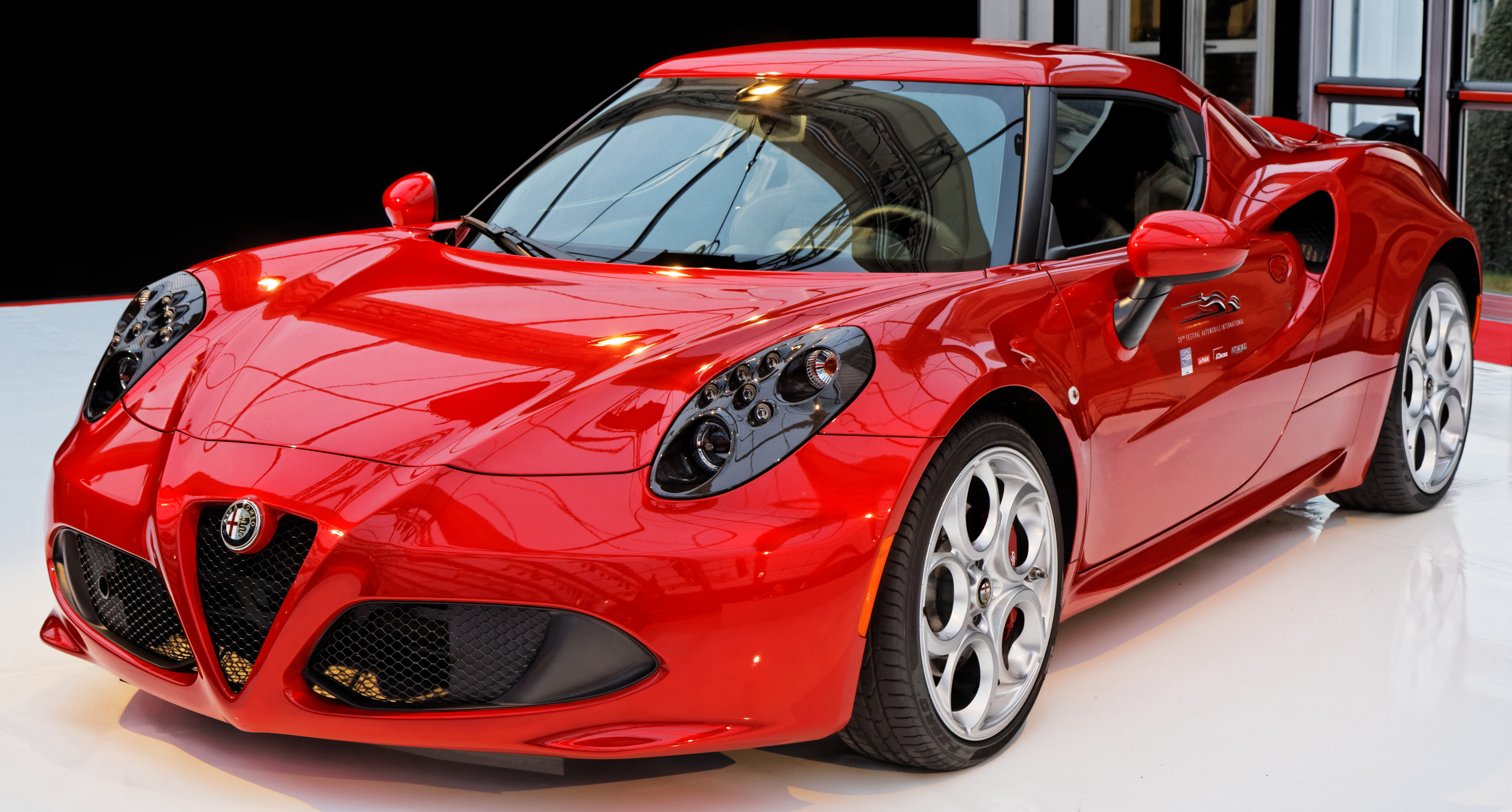
L'Alfa Romeo 4C del 2013, firmata da Ramaciotti e Marco Tencone.

Sebbene, quindi, nel gruppo italo-americano continui il ruolo di supervisore ci sono alcune vetture che Ramaciotti ha disegnato personalmente, tra cui la Giulietta del 2010, la 4C Concept del 2011 e il relativo modello di serie del 2013; a Ramaciotti viene anche attribuita, insieme a Marco Tencone, la paternità del nuovo corso stilistico della Maserati concretizzato dalla concept Kubang e coi modelli Quattroporte VI e Ghibli III del 2013.
Nel 2015 lascia a Ralph Gilles l'incarico di supervisore di Fiat Chrysler Automobiles; non esce completamente di scena, mantenendo la propria presenza a Torino e Detroit come consulente privato del CEO.